# Grüna (Chemnitz)
Grüna, Chemnitz-Grüna – dzielnica miasta Chemnitz w Niemczech, w kraju związkowym Saksonia. 